# Ottorino Flaborea
Ottorino Flaborea (nacido el 05 de marzo de 1940 en Concordia Sagittaria, Italia) es un exjugador italiano de baloncesto. Con 1.97 de estatura, jugaba en la posición de pívot. 

## Equipos
- 1959-1964 Pallacanestro Biella
- 1964-1972 Pallacanestro Varese
- 1972-1974 Pallacanestro Biella

## Palmarés clubes
- Copa Intercontinental: 3
Pallacanestro Varese: 1966, 1970, 1973.
- Copa de Europa: 2
Pallacanestro Varese: 1970, 1972, 1973.
- Recopa: 1
Pallacanestro Varese: 1967
- LEGA: 3
Pallacanestro Varese: 1969, 1970, 1971
- Copa Italia: 3
Pallacanestro Varese: 1968, 1970, 1971.